# Brzeg Dolny
Brzeg Dolny è un comune urbano-rurale polacco del distretto di Wołów, nel voivodato della Bassa Slesia. Dista 31 km, direzione Nord - Ovest, da Breslavia ed è situato sulle rive del fiume Oder. Ricopre una superficie di 94,4 km² e nel 2006 contava 16 215 abitanti. Ospita un importante complesso industriale, attivo nella produzione di insetticidi ed altre sostanze chimiche.
Polacca dal 1946, al termine della Seconda guerra mondiale, questa cittadina è famosa per le sue industrie chimiche, sviluppatesi quando il centro apparteneva ancora alla Germania, nel decennio 1920 - 1930. Nella Seconda Guerra Mondiale, vi era un sottocampo del Complesso di Gross-Rosen.